# Phyciodes selenis
Phyciodes selenis är en fjärilsart som beskrevs av Kirby 1837. Phyciodes selenis ingår i släktet Phyciodes och familjen praktfjärilar. Inga underarter finns listade i Catalogue of Life.